# Армійська група «Руофф»
Армі́йська гру́па «Руофф» (нім. Armeegruppe Ruoff) — оперативне об'єднання Вермахту, армійська група в роки Другої світової війни.

## Райони бойових дій
- СРСР (південний напрямок) (липень — вересень 1942)

## Командування

### Командувачі
- генерал-полковник Ріхард Руофф (нім. Richard Ruoff) (липень — вересень 1942)

## Бойовий склад армійської групи «Руофф»
Формування управління, забезпечення та підтримки
- 304-те головне артилерійське командування (HArko 304),
- 591-ше командування армійського постачання (Kommandeur der Armee-Nachschubtruppen 591);
- 596-й армійський полк зв'язку (Armee-Nachrichten-Regiment 596);
- 666-та рота пропаганди (Propaganda-Kompanie 666);
- 517-й армійський топографічний відділ (Armee-Kartenstelle 517);
- 544-й відділ картографії (Kartenlager 544).

- 17-та армія (17. Armee);
- 3-тя румунська армія (Armata 3 română);
- 8-ма італійська армія (8a Armata).